# Talpa altaica
Talpa altaica is een zoogdier uit de familie van de mollen (Talpidae). De wetenschappelijke naam van de soort werd voor het eerst geldig gepubliceerd door Nikolsky in 1883.